# Krzysztof Bugla
Krzysztof Andrzej Bugla (ur. 11 stycznia 1959 roku w Raciborzu) – polski prawnik, samorządowiec, były wiceprezydent Raciborza, starosta powiatu raciborskiego, zastępca burmistrza warszawskiej dzielnicy Targówek, burmistrz dzielnicy Żoliborz.
Od 1986 roku pracował w administracji państwowej. Ukończył studia prawnicze na Uniwersytecie Śląskim. Był radnym miasta Raciborza oraz powiatu raciborskiego. W latach 1990–1994 pełnił także funkcję wiceprezydenta Raciborza. W roku 1998, po odwołaniu Jana Osuchowskiego przez kilka miesięcy był kierownikiem raciborskiego Urzędu Rejonowego, a po reaktywacji powiatu raciborskiego 1 stycznia 1999 roku został jego pierwszym starostą. W wyniku zmiany układu sił w Radzie Powiatu, 8 października 1999 roku został odwołany z tego stanowiska. W 2002 roku bez powodzenia kandydował na urząd prezydenta Raciborza. Od 2003 roku pracował w urzędzie miasta stołecznego Warszawy. Był naczelnikiem Wydziału Prawnego w Urzędzie Dzielnicy Bielany, w latach 2006–2010 zastępcą burmistrza Targówka, a 21 grudnia 2010 roku został wybrany na burmistrza Żoliborza. 
Należał do Kongresu Liberalno-Demokratycznego, z ramienia którego ubiegał się o mandat posła na Sejm w wyborach w 1993. Później związany z Platformą Obywatelską, z której został wykluczony w 2015.
Ma żonę i dwóch synów.